# Марич Роман Ростиславович
Роман Ростиславович Марич (нар. 17 липня 1977, Львів) — український футболіст і тренер. Виступав, зокрема, за «Карпати» (Львів), «Закарпаття» (Ужгород) і юнацьку збірну України (U-17). Головний тренер «Гарая» (Жовква).
Першим професіональним клубом стали львівські «Карпати», де в чемпіонатах України 16-річний нападник провів лише одну гру — 19 червня 1994 року в останньому, 34-му, турі проти київського «Динамо» вийшов на заміну на 78 хвилині.
Працював тренером дитячо-юнацької школи ФК «Львів». Упродовж 2011 року — головний тренер «Гарая» (Жовква).
З 25 вересня 2011 по 1 лютого 2012 виконував обов'язки головного тренера «Львова».